# Xanthocanace
Genre
Synonymes
- Dinomyia Becker, 1926[1]

Xanthocanace est un genre d'insectes diptères brachycères de la famille des Canacidae.

## Liste d'espèces
Selon BioLib (19 mai 2020) :
- Xanthocanace collessi Mathis, 1996
- Xanthocanace nigrifrons Malloch, 1924
- Xanthocanace ranula (Loew, 1874)

Selon Catalogue of Life (19 mai 2020) :
- Xanthocanace capensis Wirth, 1956
- Xanthocanace collessi Mathis, 1996
- Xanthocanace hamifer Munari, 2008
- Xanthocanace kaplanorum Mathis & Freidberg, 1982
- Xanthocanace magna (Hendel, 1913)
- Xanthocanace nigrifrons Malloch, 1924
- Xanthocanace orientalis (Hendel, 1913)
- Xanthocanace pollinosa Miyagi, 1963
- Xanthocanace ranula (Loew, 1874)
- Xanthocanace sabroskyi Mathis & Freidberg, 1982
- Xanthocanace seoulensis Miyagi, 1963
- Xanthocanace zeylanica Delfinado, 1975

Selon World Register of Marine Species (19 mai 2020) :
- Xanthocanace ranula (Loew, 1874)